# Úžice (powiat Kutná Hora)
Úžice – gmina w Czechach, w powiecie Kutná Hora, w kraju środkowoczeskim.
1 stycznia 2017 gminę zamieszkiwało 645 osób, a ich średni wiek wynosił 42,2 roku.